# Encore (album al lui Eminem)
Encore este al cincilea album de studio al rapperului american Eminem. A fost lansat pe 12 noiembrie 2004 de Aftermath Entertainment, Shady Records și Interscope Records.